# Fredrikstad Fotballklubb 2006
Questa voce raccoglie le informazioni riguardanti il Fredrikstad Fotballklubb nelle competizioni ufficiali della stagione 2006.

## Rosa
| N. |                        | Ruolo | Calciatore           |
| -- | ---------------------- | ----- | -------------------- |
| 1  | Svezia (bandiera)      | P     | Rami Shaaban         |
| 2  | Norvegia (bandiera)    | D     | Pål André Czwartek   |
| 3  | Svezia (bandiera)      | D     | Patrik Gerrbrand     |
| 4  | Norvegia (bandiera)    | D     | Trond Erik Bertelsen |
| 5  | Norvegia (bandiera)    | D     | Agim Shabani         |
| 5  | Norvegia (bandiera)    | D     | Are Tronseth         |
| 6  | Ungheria (bandiera)    | D     | Tamás Szekeres       |
| 6  | Norvegia (bandiera)    | D     | Christian Petersen   |
| 7  | Norvegia (bandiera)    | C     | Simen Brenne         |
| 9  | Estonia (bandiera)     | D     | Raio Piiroja         |
| 10 | Norvegia (bandiera)    | A     | Øyvind Hoås          |
| 11 | Stati Uniti (bandiera) | A     | Brian West           |
| 12 | Norvegia (bandiera)    | P     | Lasse Staw           |
| 13 | Norvegia (bandiera)    | A     | Tarik Elyounoussi    |
| 14 | Norvegia (bandiera)    | C     | Raymond Kvisvik      |
| 15 | Norvegia (bandiera)    | C     | Hans Erik Ramberg    |
| 16 | Norvegia (bandiera)    | D     | Lars Blixt           |

| N. |                       | Ruolo | Calciatore           |
| -- | --------------------- | ----- | -------------------- |
| 17 | Norvegia (bandiera)   | D     | Jørgen Magnussen     |
| 18 | Norvegia (bandiera)   | C     | Christian Berg       |
| 19 | Norvegia (bandiera)   | C     | Anders Stadheim      |
| 20 | Norvegia (bandiera)   | C     | Michael Røn          |
| 21 | Ungheria (bandiera)   | A     | Mihály Tóth          |
| 22 | Finlandia (bandiera)  | C     | Hermanni Vuorinen    |
| 22 | Norvegia (bandiera)   | A     | Martin Wiig          |
| 23 | Norvegia (bandiera)   | A     | John Anders Bjørkøy  |
| 24 | Finlandia (bandiera)  | A     | Miikka Multaharju    |
| 25 | Norvegia (bandiera)   | P     | Lars Jørgen Myhrvold |
| 25 | Norvegia (bandiera)   | P     | Steinar Sørlie       |
| 26 | Costa Rica (bandiera) | A     | Gherland McDonald    |
| 27 | Norvegia (bandiera)   | A     | Dag Frode Hornseth   |
| 28 | Costa Rica (bandiera) | C     | José Garro           |
| –– | Islanda (bandiera)    | A     | Garðar Jóhannsson    |
| –– | Irlanda (bandiera)    | A     | Stephen Ward         |
| –– | Danimarca (bandiera)  | D     | Bora Zivkovic        |

## Risultati

### Campionato

#### Girone di andata
| Arbitro: | Øvrebø (Oslo) |

|             |           |            |
| Bjørkøy 22’ | Marcatori | 31’ Miller |

| Arbitro: | Hauge (Bergen) |

|                 |           |             |
| Mambo Mumba 54’ | Marcatori | 55’ Ramberg |

| Arbitro: | Alapnes |

|                                    |           |             |
| Pasoja 11’ (rig.) 54’ Gullerud 28’ | Marcatori | 22’ Bjørkøy |

| Arbitro: | Sælen (Bergen) |

|  |           |           |
|  | Marcatori | 71’ Koren |

| Kristiansand 3 maggio 2006, ore 19:00 CEST 5ª giornata | Start         | 0 – 0 referto | Fredrikstad | Kristiansand Stadion (6.612 spett.)\| Arbitro: \| Øvrebø (Oslo) \| |
| Arbitro:                                               | Øvrebø (Oslo) |               |             |                                                                    |

| Arbitro: | Skjerven (Kaupanger) |

|                     |           |                |
| Tóth 16’ Brenne 78’ | Marcatori | 31’ dos Santos |

| Arbitro: | Sandmoen |

|                                             |           |  |
| Konate 12’ Mavrič 41’ (rig.) Friend 64’ 70’ | Marcatori |  |

| Arbitro: | Moen (Haugesund) |

|                      |           |           |
| West 16’ Bjørkøy 45’ | Marcatori | 90’ Olsen |

| Arbitro: | Alapnes |

|                          |           |  |
| Isaksen 62’ Tobiasen 68’ | Marcatori |  |

| Arbitro: | Staberg |

|                                                        |           |                                        |
| Kvisvik 34’ 47’ Årst 41’ (aut.) Tóth 60’ Bertelsen 77’ | Marcatori | 17’ Nilsen 44’ Årst 79’ (aut.) Bjørkøy |

| Arbitro: | Helgerud (Lier) |

|                                             |           |                                        |
| de Ornelas 32’ Joyce 45’ Piiroja 45’ (aut.) | Marcatori | 50’ Tóth 62’ (rig.) Bjørkøy 71’ Brenne |

| Arbitro: | Alapnes |

|          |           |                         |
| West 47’ | Marcatori | 68’ Daugaard 75’ Powell |

| Arbitro: | Sandmoen (Oslo) |

|            |           |  |
| Dorsin 63’ | Marcatori |  |

#### Girone di ritorno
| Arbitro: | Helgerud (Lier) |

|                         |           |              |
| West 6’ Elyounoussi 43’ | Marcatori | 23’ Stokholm |

| Arbitro: | Alseth (Stjørdal) |

|                                               |           |                |
| Andresen 29’ Sæternes 33’ Szekeres 90’ (aut.) | Marcatori | 5’ Elyounoussi |

| Arbitro: | Alapnes |

|                     |           |                         |
| Elyounoussi 24’ 29’ | Marcatori | 7’ Gullerud 51’ Abiodun |

| Arbitro: | Staberg |

|             |           |            |
| Wehrman 32’ | Marcatori | 74’ Brenne |

| Arbitro: | Edvartsen (Hamar) |

|                                                          |           |  |
| Elyounoussi 7’ Bjørkøy 41’ (rig.) 48’ Kvisvik 84’ (rig.) | Marcatori |  |

| Arbitro: | Moen (Haugesund) |

|                                                   |           |                    |
| Johnsen 22’ Berre 51’ 60’ Sørensen 86’ Fellah 90’ | Marcatori | 29’ (rig.) Bjørkøy |

| Arbitro: | Sælen (Bergen) |

|         |           |            |
| Tóth 5’ | Marcatori | 76’ Hoseth |

| Arbitro: | Hagen (Grue) |

|                                                  |           |                     |
| Stenersen 32’ Nannskog 38’ (rig.) Gunnarsson 72’ | Marcatori | 49’ Brenne 50’ Tóth |

| Arbitro: | Staberg |

|                     |           |             |
| Tóth 57’ Brenne 65’ | Marcatori | 29’ Knarvik |

| Arbitro: | Moen (Haugesund) |

|                                    |           |                 |
| Ademolu 56’ Årst 74’ Rushfeldt 90’ | Marcatori | 21’ Elyounoussi |

| Arbitro: | Alseth (Stjørdal) |

|                |           |             |
| Brenne 47’ 67’ | Marcatori | 4’ Sørensen |

| Arbitro: | Hauge (Bergen) |

|            |           |                     |
| Tessem 21’ | Marcatori | 32’ Brenne 60’ Tóth |

| Arbitro: | Berntsen (Vang) |

|          |           |            |
| Hoås 78’ | Marcatori | 5’ Iversen |

### Coppa di Norvegia
| Halden 10 maggio 2006, ore 18:00 CEST Primo turno                                                              | Kvik Halden | 1 – 7 referto                                                       | Fredrikstad | Halden Stadion (1.329 spett.) |
| \| \| \| \| \| Torp 68’ \| Marcatori \| 14’ Elyounoussi 20’ 30’ 53’ Røn 27’ Bertelsen 46’ Wiig 89’ Petersen \| |             |                                                                     |             |                               |
| |             |                                                                     |             |                               |
| Torp 68’ | Marcatori   | 14’ Elyounoussi 20’ 30’ 53’ Røn 27’ Bertelsen 46’ Wiig 89’ Petersen |             |                               |

| Moss 8 giugno 2006, ore 18:00 CEST Secondo turno                         | Sprint-Jeløy | 1 – 2 referto               | Fredrikstad | Bellevue Stadion |
| \| \| \| \| \| Brevik 71’ \| Marcatori \| 27’ (rig.) Bjørkøy 67’ Wiig \| |              |                             |             |                  |
|                                                                          |              |                             |             |                  |
| Brevik 71’                                                               | Marcatori    | 27’ (rig.) Bjørkøy 67’ Wiig |             |                  |

| Kongsvinger 5 luglio 2006, ore 18:00 CEST Terzo turno                                    | Kongsvinger | 2 – 3 referto               | Fredrikstad | Gjemselund Stadion |
| \| \| \| \| \| Olausson 64’ Gundersen 77’ \| Marcatori \| 2’ 32’ Elyounoussi 75’ Hoås \| |             |                             |             |                    |
|                                                                                          |             |                             |             |                    |
| Olausson 64’ Gundersen 77’                                                               | Marcatori   | 2’ 32’ Elyounoussi 75’ Hoås |             |                    |

| Arbitro: | Øvrebø (Oslo) |

|                             |                      |                                  |
| Bjørkøy 13’ (rig.) Hoås 96’ | Marcatori            | 70’ (aut.) Piiroja 108’ Hægeland |
| Brenne Kvisvik Bjørkøy Tóth | Tiri di rigore 4 – 2 | Oyuga Rashid Borgvardt Hægeland  |

| Arbitro: | Hauge (Bergen) |

|  |           |                          |
|  | Marcatori | 40’ 81’ Tóth 58’ Bjørkøy |

| Arbitro: | Skjerven (Kaupanger) |

|                                        |           |                        |
| Elyounoussi 61’ Brenne 73’ Piiroja 99’ | Marcatori | 10’ Fevang 90’ Jónsson |

| Arbitro: | Tom Henning Øvrebø (Oslo) |

|                            |           |  |
| Ramberg 5’ Piiroja 37’ 43’ | Marcatori |  |